# Медаль «За победу над Японией» (МНР)

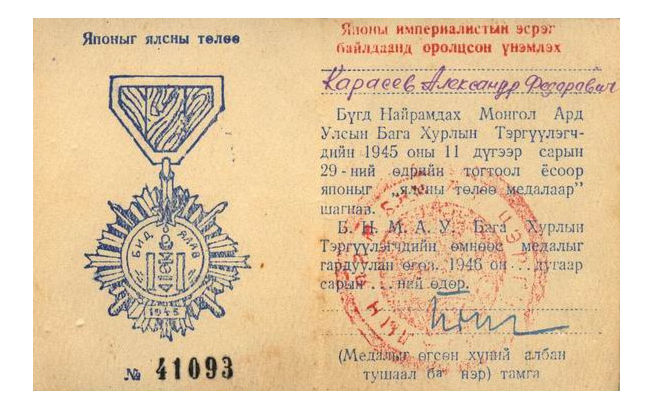
Удостоверение к медали «За Победу над Японией»

Медаль «За победу над Японией» (монг. Япон дээгүүр ялалт нь медаль) — медаль Монгольской Народной Республики учреждена Указом Президиума Малого Хурала МНР от 20 ноября 1945 года в ознаменование победы над Японией.

## Статут
Постановление Президиума Малого Хурала
Президиум Малого Хурала МНР постановляет:

1. В ознаменование одержания победы над Японией учредить медаль «За победу над Японией».

2. Медалью «За победу над Японией» наградить:

а) военнослужащих МНРА, войск и органов МВД принимавших непосредственное участие в боевых действиях против японских империалистов и в работе по обеспечению боевых действий армии;

б) рабочих, инженерно-технический персонал и служащих государственных учреждений и предприятий, профсоюзных и общественных организаций, работников науки, искусства и литературы, обеспечивавших своим самоотверженным трудом укрепление боевой мощи армии.

3. Утвердить положение о медали «За победу над Японией».

4. Утвердить образец и описание медали «За победу над Японией».

20 ноября 1945 г.

г. Улан-Батор

1. Представление к награждению медалью «За победу над Японией» производится:
а) в отношении лиц, состоящих на военной службе в МНРА войсках и органах МВД — командирами войсковых частей, начальниками погранотрядов и частей МВД. Списки этих лиц утверждаются соответственно Военным Министерством и Министерством внутренних дел;
б) в отношении лиц, демобилизованных из армии и войск МВД аймачными и городскими управлениями на основе документов, выдаваемых командирами войсковых частей и соединений о непосредственном участии в боевых действиях или в обеспечении боевых действий армии. Списки этих лиц составляются и утверждаются аймачными или городскими управлениями;
в) в отношении лиц, состоящих на работе в промышленных предприятиях, госхозах, кооперации, работников науки и искусства, а также работников министерств и других центральных и местных учреждений в соответствующих министерствах, управлениях и других центральных и местных органах власти.
2. Вручение медали «За победу над Японией» производится от имени Президиума Малого Хурала МНР лицам, состоящим на службе в частях МНРА и в войсках МВД — командирами войсковых частей и соединений, а лицам, выбывшим из армии и войск МВД, а также состоящим на работе в государственных и общественных учреждениях, предприятиях и организациях, и аратам — скотоводам — аймачными и городскими управлениями по месту жительства награждённых.
3. Медаль «За победу над Японией» носится на левой стороне груди и при наличии орденов и других медалей располагается после медали «За боевые заслуги» и «Почетной трудовой медали».

## Описание знака
Медаль представляет собой множество двугранных лучей, формирующих ромб, на который наложены два стилизованных скрещенных меча, с наложенным круглым щитом. На щите помещено выпуклое изображение герба «Соёмбо», покрытое белой эмалью, а пятиконечная звезда над гербом покрыта красной эмалью, По бокам «Соёмбо» изображены но три штриха. Верхняя часть герба разделяет на две части надпись "МЫ ПОБЕДИЛИ" (монг. БИД ЯЛАВ). Под щитом выпуклая дата: 1945.
Реверс медали гладкая, слегка вогнутая, В нижней части выбит порядковый номер.
Медаль с помощью ушка и кольца соединяется с пятиугольной колодкой, которая покрыта эмалью в виде ленточки из трех полос: красной, синей и красной. Все три полосы равной ширины, по 8 мм каждая. На оборотной стороне колодка гладкая, имеет припаянный нарезной штифт с гайкой для прикрепления медали к одежде.
Медаль и колодка изготовлены из бронзы и позолочены. Размеры медали 40×40 мм. Размеры колодки 24×28 мм. Вес медали 23,10 г. Вес колодки 7,40 г. Вес гайки 2,З5 г.

## Лента медали
До 1961 г. планка медали для повседневного ношения была прямоугольной металлической с эмалью. В 1961 г. эмалированные планки были заменены на планки с лентами.
(Размеры полос даны в мм. Сокращения: Ж — жёлтый, К — красный, С — синий, З — зелёный.)
Ширина полос на планке до 1961 г.
3-7.5-7-7.5-3
Цвета полос слева направо
Ж-К-С-К-Ж
Ширина полос на ленте после 1961 г.
4-16-4
Цвета полос слева направо
З-Ж-З